# Nickélate
Ne doit pas être confondu avec Nickelage.
Un nickélate est un composé chimique dans lequel le nickel est l'un des éléments d'un anion ; il peut y avoir le nombre d'oxydation I, II, III ou IV. Les nickélates ne sont pas connus dans la nature ; les premiers à avoir été synthétisés sont différents nickélates de terres rares en 1971.

## Histoire
Les premiers nickélates, de composition ANiO3 (A = Y, La, Nd, Sm, Eu, Gd, Dy, Ho, Er, Tm, Yb ou Lu) ont été synthétisés en 1971 à 950 °C sous une pression de 6 MPa (60 kbar).
Certains nickélates sont des analogues des cuprates, NiI y remplaçant CuII (et les assemblages plans de groupes NiO2 ceux de CuO2). Leur existence (notamment celle de LaNiO2) a été prédite dès 1999, mais c'est seulement en 2019 qu'a été synthétisé Nd0,8Sr0,2NiO2 par réduction de NdNiO3 en présence de sels de strontium.
L'effort de synthèse de nickélates s'inscrit dans l'étude de la supraconductivité des cuprates. De fait, le nickélate de néodyme dopé au strontium Nd0,8Sr0,2NiO2 est supraconducteur en dessous de 9–15 K,. Il existe deux familles de nickélates pouvant devenir supraconducteurs, les nickélates de réseau plan carré, semblables aux cuprates, dans lesquels les ions nickel ont une configuration électronique 3d9 et sont disposés dans un réseau carré-plan, les plans NiO2 étant séparé par des ions de terres rares, et les nickélates octaédriques, dans lesquels les ions nickel ont des configurations 3d7,5 (2,5+) pour les matériaux bicouches et 3d7,33 (2,67+) pour les matériaux tricouches. Pour être supraconducteurs, les nickélates carrés-plans doivent avoir une certaine fraction de leurs ions de terres rares trivalents dopés par des ions divalents, et les nickélates octaédriques doivent être portés à haute pression.